# رضا ضیاء ابراهیمی
رضا ضیاء ابراهیمی (متولد ۱۳۵۶) (به انگلیسی: Reza Zia-Ebrahimi) مورخ ملی‌گرایی و نژاد در کینگز کالج لندن است. او عمدتاً بواسطهٔ اثرش پیدایش ناسیونالیسم ایرانی شناخته شده است.

## زندگی و آثار

### به فارسی
- ضیاء ابراهیمی، رضا (۱۳۹۸). پیدایش ناسیونالیسم ایرانی: نژاد و سیاست بی‌جاسازی. ترجمهٔ حسن افشار. نشر مرکز.

### آثار منتخب به انگلیسی
- Zia-Ebrahimi, Reza (2016-04-05). The Emergence of Iranian Nationalism (به انگلیسی). Columbia University Press. doi:10.7312/columbia/9780231175760.001.0001. ISBN 978-0-231-17576-0.[۳][۴][۵][۶][۷][۸][۹][۱۰][۱۱][۱۲]
- Zia-Ebrahimi, Reza (2021). Antisémitisme et islamophobie: une histoire croisée (به فرانسوی). Éditions Amsterdam. ISBN 978-2-35480-221-9.[۱۳][۱۴][۱۵][۱۶]